# Maccabi Rishon LeZion (handball)
Maillots
La section de handball du Maccabi Rishon LeZion est un club situé à Rishon LeZion en Israël.
Son plus grand rival est le Hapoël Rishon LeZion.

## Palmarès masculin
Compétitions internationales
- Demi-finaliste de la Coupe d'Europe des vainqueurs de coupe en 1984

Compétitions nationales
- Championnat d'Israël (13) : 1959, 1985, 1986, 1987, 1989, 1992, 2005, 2006, 2007, 2009, 2010, 2011, 2012
- Coupe d'Israël (10) :  1982, 1986, 1987, 1988, 2003, 2004, 2006, 2007, 2011, 2013